# Dryptops phytophorus
Dryptops phytophorus is een keversoort uit de familie somberkevers (Zopheridae). De wetenschappelijke naam van de soort werd in 1966 gepubliceerd door Samuelson.